# Strašice (hrad)
Strašice jsou zaniklý hrad na východním okraji stejnojmenné obce v okrese Rokycany. Dochovaly se z něj terénní relikty a části obvodové hradby. Na jeho zbytcích byla na konci devatenáctého století postavena budova fary. Areál hradu je chráněn jako kulturní památka ČR.

## Historie
Archeologické nálezy dokládají osídlení lokality již do střední a mladší doby hradištní, ale není jisté, jestli zde v té době stávalo opevněné hradiště.
První písemná zmínka o hradu pochází z roku 1349, kdy zde sídlil purkrabí spravující državy Rožmberků v oblasti. V té době patřilo Strašicko k bohatým oblastem, přičemž těžilo hlavně z železářství. Vzestup rozvoje oblasti začal v roce 1325, kdy Petr I. z Rožmberka, nejvyšší královský komorník, získal od Jana Lucemburského právo poskytování vojenského doprovodu pro cestující po zemské cestě vedoucí z Prahy přes Plzeň do Německa. Ten správu umístil na hrad Strašice, k němuž získal od krále několik pustých vsí. Bývá také považován za zakladatele hradu.
S nástupem Karla IV. na český trůn však se situace změnila, protože český král se rozhodl posílit svoje postavení. V roce 1351 vypukla válka mezi pány z Německa a jižních Čech. Karel IV. se při snahách o nastolení míru rozhodl zničit strašickou doménu. V únoru 1352 se postavil do čela vojska, které plenilo a bořilo opevněná sídla Rožmberků na Strašicku. Beneš Minorita ve své kronice mimo jiné zmiňuje hrady Chlukov a Strašice. V květnu 1352 došlo k uzavření míru. Strašický hrad byl brzy obnoven. V roce 1353 pod něj patřili lesy v Brdech.
Během husitských válek, kdy jej vlastnil odpůrce husitů Oldřich II. z Rožmberka, byl v roce 1424 údajně obležen. Obléhání však podle všeho bylo neúspěšné, protože ve stejném roce jej Oldřich předal Zdeňkovi z Rožmitálu, kterému už patřil blízký Zbiroh, odkud spravoval svá panství, a strašický hrad začal chátrat. V roce 1431 Strašice odkoupil Zikmund Lucemburský, který jej ovšem vzápětí zastavil věřitelům, od nichž jej získali Kolovratové. V roce 1477 při prodeji zbirožského panství Hanušem z Kolovrat je hrad zmiňován jako pustý. V roce 1542 se pak dostal do rukou Lobkoviců. Roku 1818 byla na místě jedné z hradních budov postavena fara.

## Stavební podoba
Strašický hrad je jediným západočeským hradem s plášťovou zdí. Dva příkopy a valy obíhaly okrouhlé jádro chráněné silnou obvodovou hradbou, jejíž pozůstatky se dochovaly pod budovou fary. Příkop se částečně dochoval pouze jeden. Na jižní straně z obvodové zdi vystupoval čtverhranný objekt, ve kterém bývala vstupní brána.